# Tullen
Der Tullen ist ein 2652 m hoher Berg in den Südtiroler Dolomiten (Italien). 

## Lage und Umgebung
Der Tullen ist der höchste Gipfel der Aferer Geisler, einer Untergruppe der Peitlerkofelgruppe in den westlichen Dolomiten. Die Aferer Geisler sind ein in Ost-West-Richtung verlaufender Bergzug, der das Aferer und Lüsner Tal im Norden und das Villnößtal im Süden voneinander trennt. Der Tullen befindet sich etwa in der Mitte dieser Untergruppe, die nächsten bedeutenden Gipfel sind im Westen der Weißlahngrat (2494 m) und im Osten der Wälsche Ring (2607 m).
Der Tullen liegt auf dem Gebiet der Südtiroler Gemeinde Villnöß und ist Teil des Naturparks Puez-Geisler.

## Alpinismus
Der Gipfel des Tullen, auf dem sich ein Kreuz befindet, wird durch den Günther-Messner-Steig erschlossen, der längs der Südhänge der Aferer Geisler verläuft. Auf der Höhe des Tullen zweigt ein Felssteig mit einer kurzen gesicherten Felspassage ab, der auf den schmalen Gipfelgrat führt.

## Name
Während Aferer Geisler eine moderne Prägung aus der Zeit um 1900 ist, kennt die lokale Bevölkerung für Teile des Bergzugs, in dem sich auch der Tullen befindet, die Bezeichnung Ruefen oder Rueffen. Daher findet sich beim ersten Beleg des Namens Tullen auf einer österreichischen Militärkarte um 1900 auch als Alternativbezeichnung Rueffen. Rueffen lässt sich möglicherweise auf ein rekonstruiertes *rova (ladinisch rueva oder ròa) zurückführen mit der Bedeutung Mure, Bergrutsch, Geröllhang, was gut mit den topographischen Gegebenheiten im Gebiet zusammenpasst. Tullen steht wohl im Zusammenhang mit dem deutschen Südtiroler Dialektwort Tul(e), was unter anderem ein stumpfes Ding oder einen hornlosen Widder bezeichnet und somit auf die Gipfelform des Bergs verweisen könnte.